# Vrapčište
Vrapčište (in macedone Врапчиште?, in albanese Vrapçisht) è un comune situato nella parte nord-ovest della Repubblica di Macedonia. Vrapčište è anche il nome del capoluogo dove ha sede il Comune.

## Geografia fisica
Il territorio comunale confina a nord con Bogovinje, a est con Brvenica, a sud con Gostivar e ad ovest con il Kosovo.

## Società

### Evoluzione demografica
In seguito alla divisione territoriale dell'anno 2003 il comune rurale di Negotino-Pološko venne conglobata in quella di Vrapčište, aumentando così il numero degli abitanti da 8 586 a 25 399 (dati riferentesi al censimento nazionale del 2002).

La popolazione complessiva è suddivisa in vari gruppi etnici, come si può rilevare dalla tabella:
| Etnie    | Totale abitanti | Percentuale |
| -------- | --------------- | ----------- |
| Albanesi | 21 101          | 83,08%      |
| Turchi   | 3 134           | 12,34%      |
| Macedoni | 1 041           | 4,10%       |
| altri    | 123             | 0,48%       |
| Totale   | 25.399          | 100,00%     |

## Località
Il comune è formato dall'insieme delle seguenti località:
- Vrapčište (sede comunale)
- Galate
- Novo Selo
- Požarane
- Toplica
- Vranovci
- Zubovce
- Gjurgjevište
- Dobri Dol
- Gorjane
- Gradec
- Kalište
- Lomnica
- Negotino-Pološko
- Senokos